# Понгрце
Понгрце (словен. Pongrce) — поселення в общині Кидричево, Подравський регіон‎, Словенія.